# Billy Stark
(Stark sul suo trasferimento al Celtic)
William Stark detto Billy (Glasgow, 1º dicembre 1956) è un allenatore di calcio ed ex calciatore scozzese, di ruolo centrocampista.

## Carriera
Giocatore dalle buone doti realizzative, venne scoperto da Alex Ferguson che lo portò all'Aberdeen nell'era più fiorente del club.
Venne acquistato per 100 000 sterline dal Celtic nel 1987.
Dal 21 gennaio 2008 è il CT della Nazionale scozzese Under-21.

## Palmarès

### Competizioni nazionali
- Campionato scozzese: 3

Aberdeen: 1983-1984, 1984-1985
Celtic: 1987-1988
- Coppa di Scozia: 5

Aberdeen: 1983, 1984, 1986
Celtic: 1988, 1989
- Coppa di Lega scozzese: 1

Aberdeen: 1986

### Competizioni internazionali
- Supercoppa UEFA: 1

Aberdeen: 1983
- Coppa anglo-scozzese: 1

St. Mirren: 1979-1980